# Evelyn Sharma

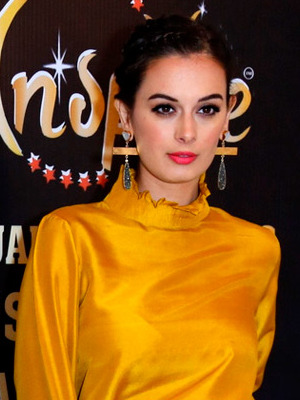
Sharma im August 2017

Evelyn Lakshmi Sharma (* 12. Juli 1986 in Aschaffenburg) ist eine deutsch-indische Schauspielerin und Model.

## Werdegang
Evelyn Sharma wurde 1986 als Tochter einer Deutschen und eines Inders in Aschaffenburg geboren. Sie studierte Wirtschaft und arbeitete kurzzeitig in der Immobilienbranche. Später modelte sie für Kosmetikfirmen in Großbritannien. Heute steht sie u. a. für die indische Dessousmarke Bodycare Modell.
Sie begann die Schauspielerei mit einem kleinen Auftritt im britischen Film Turn Left von 2006.  2012 hatte Evelyn Sharma ihr Bollywood-Debüt im Film From Sydney with Love.
Sharma spricht acht Sprachen: Deutsch, Englisch, Hindi, Französisch, Spanisch, Thai, Russisch und Tagalog (philippinisch).
Sie moderiert seit 2021 auch den englischsprachigen Podcast Love Matters über Themen aus den Bereichen Beziehungen und Sexualität, eine Koproduktion der Deutschen Welle (DW) und des indischen Medienunternehmens Indian Express.

## Filmografie
- 2006: Turn Left
- 2012: From Sydney with Love
- 2013: Nautanki Saala!
- 2013: Lass dein Glück nicht ziehen (Yeh Jawaani Hai Deewani)
- 2013: Issaq
- 2014: Yaariyaan
- 2014: Liebeschaos (Main Tera Hero)
- 2015: Kuch Kuch Locha Hai
- 2015: Ishqedarriyaan
- 2017: Jab Harry Met Sejal
- 2018: Jack & Dil
- 2018: Bhaiaji Superhit
- 2019: Kissebaaz
- 2019: Saaho